# Harry Brokking
Harry Brokking est un entraineur de volley-ball néerlandais né le 22 janvier 1955 à Ede dans la province de Gueldre. 
Après avoir connu une carrière de joueur dans le club de Brother/Martinus Amstelveen, il commence une carrière d'entraineur en 1976 en prenant en main la section féminine du club d'Amstelveen qu'il entrainera durant dix ans.
En 1986, il devient l'adjoint de Arie Sellinger en équipe des Pays-Bas, il occupe ce poste durant trois ans, avant de devenir l'entraineur principale de la sélection néerlandaise en 1989 et jusqu'en 1992.
Dans les années 1990, il entrainera plusieurs clubs Français, le Paris Université Club (de 1994 à 1998), puis Tourcoing et Dunkerque.
Il reprendra la tête de la sélection des Pays-Bas entre 2004 et 2006.
En 2007, le Ministre des sports Britannique fait à appel à lui pour prendre en main la sélection de Grande-Bretagne de volley-ball en vue des jeux olympiques de 2012 à Londres.

## Clubs entrainés
| Club                           | Pays            | De        | À         |
| ------------------------------ | --------------- | --------- | --------- |
| Martinus Amstelveen (féminine) | Pays-Bas        | 1976-1977 | 1985-1986 |
| Équipe des Pays-Bas (adjoint)  | Pays-Bas        | 1986-1987 | 1988-1989 |
| Équipe des Pays-Bas            | Pays-Bas        | 1989-1990 | 1991-1992 |
| USC Münster (féminine)         | Allemagne       | 1992-1993 | 1992-1993 |
| VT Ijsboerke Herentals         | Belgique        | 1993-1994 | 1993-1994 |
| Paris Université Club          | France          | 1994-1995 | 1997-1998 |
| Tourcoing LMVB                 | France          | 1998-1999 | 2001-2002 |
| Dunkerque GLVB                 | France          | 2002-2003 | 2002-2003 |
| Martinus Amstelveen            | Pays-Bas        | 2003-2004 | 2004-2005 |
| Équipe des Pays-Bas            | Pays-Bas        | 2005-2006 | 2005-2006 |
| AZS Częstochowa                | Pologne         | 2006-2007 | 2006-2007 |
| Iraklis Volley                 | Grèce           | 2009-2010 | 2009-2010 |
| Équipe de Grande-Bretagne      | Royaume-Uni     | 2007-2008 | 2011-2012 |
| Étoile du Sahel                | Tunisie         | 2012-2013 | 2014-2015 |
| CS Sfaxien                     | Tunisie         | 2015-2016 | 2015-2016 |
| Al-Ettifaq                     | Arabie saoudite | 2016-2017 | 2016-2017 |
| Al-Nasr Riyad                  | Arabie saoudite | 2018-2019 | 2018-2019 |
| BBTS Bielsko-Biała             | Pologne         | 2019-2020 | 2022-2023 |
| VCA Amstetten NÖ               | Autriche        | 2022-2023 | 2022-2023 |
| Cambrai Volley                 | France          | 2023-2024 | 2024-2025 |

## Palmarès
- Entraineur :
  - Championnat d'Allemagne féminin : 2e en 1993
  - Championnat de France : Vainqueur en 1996, 1997, 1998
  - Coupe de France : Vainqueur en 1997
  - Championnat de Tunisie : Vainqueur en 2014
  - Championnat d'Europe : 3e en 1991
  - Ligue mondiale : 4e en 1991